# アボカドランドリ
アボカドランドリ（AVOCADO LAUNDRI）は、かつてグレープカンパニーで活動していたお笑いトリオ。2011年1月結成。2014年解散。

## メンバー
難波 麻人（なんば あさと、1980年4月8日（44歳） - ）
- ボケ担当、立ち位置は向かって左。
- 大阪府寝屋川市出身。血液型はO型。
- 大阪NSC24期生。
- 趣味は散歩、読書。特技はサッカー。
- かつては、コンビ『なんばよこやま』として活動。
- 又吉直樹（ピース）と中学校の時の同級生（芸歴は又吉が2年先輩）。共にサッカー部に所属し、難波がキャプテンで、又吉が副キャプテン。
- 不定期に難波麻人主催ライブ『東京〜迷いながら歩いてます〜』を開催。

桝本 コージ（ますもと コージ、本名：桝本 浩二（読み同じ）：1978年5月23日（46歳） - ）
- ツッコミ担当、立ち位置は中央。
- 大阪府守口市出身。血液型はO型。
- 趣味はツイッター、1人カラオケ。特技は動物に愛される。
- かつては、コンビ『ハレンチトースト』として活動。養成所へは通っていないが、他メンバーと同様に大阪NSC24期生扱いとされていた。
- 大阪時代の先輩であるウーマンラッシュアワーの村本大輔と仲が良く、『村本軍団』に所属。
- 2013年5月13日にアメブロの1日更新回数で世界一になった（1115回更新）。
- 段ボールで物を作るのが得意で、過去に『ロビンマスク』『殺せんせー』『ダース・ベイダー』等のマスクを作ったり、単独ライブではアボカドランドリの等身大顔出しパネルを作成している。
- 不定期にまつもとしん児（ぱわぁすぽっと）との『嵐ナイト』を開催。

田中 光（たなか ひかる、1982年2月13日（43歳）- ）
- ボケ担当、立ち位置は向かって右。
- 京都府出身。血液型はO型。
- 大阪NSC24期生。
- 趣味は絵、音楽鑑賞。特技は絵、造形。
- かつては、コンビ『ゼミナールキッチン』として活動。
- イラストが得意でTwitter上で連載している『サラリーマン山崎シゲル』が注目されている。
- フジテレビ『人狼〜嘘つきは誰だ？〜village4.1特別編』では、人狼と山崎シゲルのコラボCMが2013年9月13日に放送された。
- NTTドコモのスマートフォン向けサービス：スゴ得コンテンツ内の「テレ朝 芸能&ニュース」で連載されている一コママンガ『ドクター中島の世界征服』の作者で“パンダ頭”と名乗っている某芸人というのは、田中ではないかと噂されている。

## 来歴
- 2011年1月にトリオ「アボカドランドリー」を結成。
- 2011年6月に東京進出し、同月より株式会社グレープカンパニーに所属。
- 2013年3月、字数が悪いということで「ー」を抜いた現在の「アボカドランドリ」に改名。
- 2014年に解散。その後、桝本と難波はコンビ「キャラバン」を結成し、田中はピン芸人「タナカダファミリア」として活動。

## 芸風
- 主にコントが多く、ボケ2人だが、田中が人間ではない設定の場合が多い。

## エピソード
上京してから3人で共同生活をしている。
オールナイトニッポン0のパーソナリティーオーディションのYouTube映像に幽霊が映っていると話題になり、再生回数が10万回以上になる。

## 出演
テレビ
- オンバト+（NHK総合）戦績1勝4敗 最高429KB（これはオフエアの記録であり、オンエア最高は425KB）
- サンドウィッチマンクイズ ザ・プライスショー（千葉テレビ放送） - 準レギュラー出演中
- サンドウィッチマンクイズ ザ・プレゼンショー（千葉テレビ放送） - 準レギュラー出演中
- ピラメキーノ（テレビ東京）
- 竹中直人の大人の笑い（BS日本）
- 人生の正解TV〜これがテッパン！〜（フジテレビ）
- IPPONオープン（フジテレビ） - 田中のみ
- IPPONスカウト2012（フジテレビ） - 田中のみ
- 芸人報道（日本テレビ） - 難波のみ
- さんまのファンタジスタ（TBSテレビ） - 難波のみ
- あの娘、俺のコト好きだったんじゃねーの!?〜確かめずに死ねるか！地元に帰って大捜査（関西テレビ） - 難波のみ

CM
- 人狼〜嘘つきは誰だ？〜village4.1特別編（フジテレビ） - 田中の一コママンガ『サラリーマン山崎シゲル』とのコラボCM。
- ラグナロク オデッセイ（PS Vitaのソフト） - 桝本のみ

ラジオ
- 爆笑！グレープミュージックアワー（FMいずみ） - 桝本レギュラー出演中（桝本、大友ジュン、八幡カオル出演）
- SCHOOL NINE（JFN）

雑誌
- acteur（アクチュール）

アプリ
- ギャグカメラ（スマホ用アプリ）

## 単独ライブ
- 2013年
  - 8月24日 - 森のバター（vatios）